# Fran Tekavčič
Fran Tekavčič, slovenski pravnik in javni delavec, * 3. oktober 1862, Kamnik, † 6. januar 1936, Ljubljana.    

## Življenje in delo
Gimnazijo je obiskoval v Ljubljani (1873–1881), pravo pa je študiral na Dunaju. Leta 1893 je v Ljubljani postal samostojni odvetnik. Od 1896 se uveljavil kot odbornik odvetniške zbornice. V letih 1901–1929 je bil član izpitne komisije za odvetniške in sodniške izpite ter izpraševalec na Pravni fakulteti, od leta 1930 pa tudi član disciplinskega senata pri stolu sedmerice v Zagrebu.
Tekavčič je bil od leta 1892 dalje okoli 20 let odbornik Dramatičnega društva, dramaturg in član uprave, z veliko vnemo je tudi pospeševal razvoj dramatike in opere; prevedel je več tekstov nemških avtorjev, med drugimi tudi Augusta von Kotzebue Hišo poleg glavne ceste in Ludwiga Thome Medaljo. Leta 1896 je bil tudi sourednik Ljubljanskega zvona.